# Đội tuyển bóng chuyền nam quốc gia Thổ Nhĩ Kỳ
Đội tuyển bóng chuyền nam quốc gia Thổ Nhĩ Kỳ là đội bóng đại diện cho Thổ Nhĩ Kỳ tại các cuộc thi tranh giải và trận đấu giao hữu bóng chuyền nam ở phạm vi quốc tế.

## Đội hình

### Đội hình hiện tại
Dưới đây là danh sách các thành viên đội tuyển nam quốc gia Thổ Nhĩ Kỳ tham dự giải World League 2017.
Huấn luyện viên chính:  Joško Milenkoski
| Stt. | Tên                   | Ngày sinh            | Chiều cao           | Cân nặng        | Nhảy đập        | Nhảy chắn       | Câu lạc bộ năm 2016–17 |
| ---- | --------------------- | -------------------- | ------------------- | --------------- | --------------- | --------------- | ---------------------- |
| 1    | Emre Batur            | 21 tháng 4 năm 1988  | 2,01 m (6 ft 7 in)  | 95 kg (209 lb)  | 338 cm (133 in) | 325 cm (128 in) | Halkbank Ankara        |
| 2    | Caner Pekşen          | 9 tháng 6 năm 1987   | 1,84 m (6 ft 0 in)  | 79 kg (174 lb)  | 310 cm (120 in) | 200 cm (79 in)  | İstanbul BBSK          |
| 4    | Baturalp Burak Güngör | 28 tháng 7 năm 1993  | 1,90 m (6 ft 3 in)  | 84 kg (185 lb)  | 351 cm (138 in) | 338 cm (133 in) | Ziraat Bankası Ankara  |
| 5    | Hasan Yeşilbudak      | 11 tháng 1 năm 1984  | 1,90 m (6 ft 3 in)  | 83 kg (183 lb)  | 342 cm (135 in) | 329 cm (130 in) | Halkbank Ankara        |
| 7    | Gökhan Gökgöz         | 6 tháng 1 năm 1993   | 2,00 m (6 ft 7 in)  | 95 kg (209 lb)  | 347 cm (137 in) | 334 cm (131 in) | Arkas İzmir            |
| 8    | Burutay Subaşı        | 15 tháng 7 năm 1990  | 1,94 m (6 ft 4 in)  | 99 kg (218 lb)  | 352 cm (139 in) | 339 cm (133 in) | Halkbank Ankara        |
| 9    | Serhat Coşkun         | 18 tháng 7 năm 1987  | 1,99 m (6 ft 6 in)  | 91 kg (201 lb)  | 336 cm (132 in) | 328 cm (129 in) | Afyon Belediye         |
| 10   | Arslan Ekşi (C)       | 17 tháng 7 năm 1985  | 1,98 m (6 ft 6 in)  | 90 kg (200 lb)  | 335 cm (132 in) | 322 cm (127 in) | İstanbul BBSK          |
| 11   | Mert Matić            | 22 tháng 5 năm 1995  | 2,10 m (6 ft 11 in) | 105 kg (231 lb) | 360 cm (140 in) | 350 cm (140 in) | İstanbul BBSK          |
| 13   | Alperay Demirciler    | 1 tháng 2 năm 1993   | 1,78 m (5 ft 10 in) | 72 kg (159 lb)  | 275 cm (108 in) | 263 cm (104 in) | Fenerbahçe             |
| 14   | Faik Samet Güneş      | 27 tháng 5 năm 1993  | 2,05 m (6 ft 9 in)  | 103 kg (227 lb) | 342 cm (135 in) | 329 cm (130 in) | Halkbank Ankara        |
| 15   | Metin Toy             | 3 tháng 5 năm 1994   | 2,01 m (6 ft 7 in)  | 100 kg (220 lb) | 358 cm (141 in) | 345 cm (136 in) | Fenerbahçe             |
| 16   | Murat Yenipazar       | 1 tháng 1 năm 1993   | 1,94 m (6 ft 4 in)  | 94 kg (207 lb)  | 354 cm (139 in) | 341 cm (134 in) | Hypo Tirol Innsbruck   |
| 17   | Caner Dengin          | 15 tháng 12 năm 1987 | 1,87 m (6 ft 2 in)  | 86 kg (190 lb)  | 338 cm (133 in) | 325 cm (128 in) | Halkbank Ankara        |
| 18   | İzzet Ünver           | 1 tháng 1 năm 1992   | 1,95 m (6 ft 5 in)  | 87 kg (192 lb)  | 332 cm (131 in) | 319 cm (126 in) | Maliye Milli Piyango   |
| 19   | Yiğit Gülmezoğlu      | 28 tháng 12 năm 1995 | 1,96 m (6 ft 5 in)  | 83 kg (183 lb)  | 361 cm (142 in) | 348 cm (137 in) | Arkas İzmir            |
| 20   | Mustafa Koç           | 23 tháng 2 năm 1992  | 2,00 m (6 ft 7 in)  | 92 kg (203 lb)  | 360 cm (140 in) | 349 cm (137 in) | Arkas İzmir            |
| 21   | Sercan Yüksel Bıdak   | 6 tháng 6 năm 1994   | 2,02 m (6 ft 8 in)  | 95 kg (209 lb)  | 350 cm (140 in) | 340 cm (130 in) | Maliye Milli Piyango   |

## Cựu huấn luyện viên
- 1958–60  Nicolae Sotir[2] (1916–1991)
- 1966–  Nicolae Murafa[2]
- 1970–71  Kosta Shapov[2]
- 2006–08  Gennady Parshin[3]
- 2008–10  Fausto Polidori[4]
- 2010–13  Veljko Basic[5]